# Około północy (film 1977)
Około północy – polski film obyczajowy w reżyserii Hanki Włodarczyk.

## Fabuła
Film opowiada o człowieku posiadającym dziwną moc sprawiającą, że umiera każda osoba której postępowanie on potępi. 

## Obsada
- Jerzy Bończak – Suszka
- Bogusław Sochnacki – Karol Nowak
- Anna Szczepaniak – Krysia, dziewczyna Suszki
- Henryk Gęsikowski – wspólnik Nowaka
- Ludwik Kasendra
- Włodzimierz Maciudziński – recepcjonista
- Andrzej Precigs – kelner
- Eugeniusz Wałaszek – szuler
- Henryk Machalica – lekarz (niewymieniony w czołówce)